# Grand Prix automobile d'Atlanta 2003
Navigation
Édition précédente Édition suivante
Le Grand Prix d'Atlanta 2003 (2003 Chevy Grand Prix of Atlanta), disputé sur le 29 juin 2003 sur le circuit de Road Atlanta est la deuxième manche de American Le Mans Series 2003.

## Course

### Classement de l'épreuve
| Pos.   | Catégorie | no | Écurie                 | Pilotes                                  | Châssis                     | Pneus | Tours |
| Pos.   | Catégorie | no | Écurie                 | Pilotes                                  | Moteur                      | Pneus | Tours |
| ------ | --------- | -- | ---------------------- | ---------------------------------------- | --------------------------- | ----- | ----- |
| 1      | LMP900    | 38 | ADT Champion Racing    | Johnny Herbert JJ Lehto                  | Audi R8                     | M     | 128   |
| 1      | LMP900    | 38 | ADT Champion Racing    | Johnny Herbert JJ Lehto                  | Audi 3.6L Turbo V8          | M     | 128   |
| 2      | LMP900    | 1  | Infineon Team Joest    | Marco Werner Frank Biela                 | Audi R8                     | M     | 128   |
| 2      | LMP900    | 1  | Infineon Team Joest    | Marco Werner Frank Biela                 | Audi 3.6L Turbo V8          | M     | 128   |
| 3      | LMP675    | 37 | Intersport Racing      | Jon Field Duncan Dayton                  | MG-Lola EX257               | G     | 126   |
| 3      | LMP675    | 37 | Intersport Racing      | Jon Field Duncan Dayton                  | MG (AER) XP20 2.0L Turbo I4 | G     | 126   |
| 4      | LMP675    | 16 | Dyson Racing           | Butch Leitzinger James Weaver            | MG-Lola EX257               | G     | 126   |
| 4      | LMP675    | 16 | Dyson Racing           | Butch Leitzinger James Weaver            | MG (AER) XP20 2.0L Turbo I4 | G     | 126   |
| 5      | LMP900    | 27 | Doran Lista Racing     | Didier Theys Eric van de Poele           | Dallara SP1                 | M     | 125   |
| 5      | LMP900    | 27 | Doran Lista Racing     | Didier Theys Eric van de Poele           | Judd GV5 5.0L V10           | M     | 125   |
| 6      | LMP900    | 10 | JML Team Panoz         | Olivier Beretta Max Papis                | Panoz LMP01 Evo             | M     | 125   |
| 6      | LMP900    | 10 | JML Team Panoz         | Olivier Beretta Max Papis                | Élan 6L8 6.0L V8            | M     | 125   |
| 7      | GTS       | 4  | Corvette Racing        | Kelly Collins Oliver Gavin               | Chevrolet Corvette C5-R     | G     | 118   |
| 7      | GTS       | 4  | Corvette Racing        | Kelly Collins Oliver Gavin               | Chevrolet LS7-R 7.0L V8     | G     | 118   |
| 8      | GTS       | 88 | Prodrive               | Tomáš Enge Peter Kox                     | Ferrari 550-GTS Maranello   | M     | 118   |
| 8      | GTS       | 88 | Prodrive               | Tomáš Enge Peter Kox                     | Ferrari 5.9L V12            | M     | 118   |
| 9      | GTS       | 3  | Corvette Racing        | Ron Fellows Johnny O'Connell             | Chevrolet Corvette C5-R     | G     | 116   |
| 9      | GTS       | 3  | Corvette Racing        | Ron Fellows Johnny O'Connell             | Chevrolet LS7-R 7.0L V8     | G     | 116   |
| 10     | GTS       | 80 | Prodrive               | Jérôme Policand Danica Patrick           | Ferrari 550-GTS Maranello   | M     | 115   |
| 10     | GTS       | 80 | Prodrive               | Jérôme Policand Danica Patrick           | Ferrari 5.9L V12            | M     | 115   |
| 11     | LMP900    | 30 | Intersport Racing      | Clint Field Mike Durand                  | Lola B2K/10B                | G     | 115   |
| 11     | LMP900    | 30 | Intersport Racing      | Clint Field Mike Durand                  | Judd GV4 4.0L V10           | G     | 115   |
| 12     | LMP900    | 12 | American Spirit Racing | Michael Lewis Tomy Drissi                | Riley & Scott Mk III C      | D     | 114   |
| 12     | LMP900    | 12 | American Spirit Racing | Michael Lewis Tomy Drissi                | Lincoln (Élan) 5.0L V8      | D     | 114   |
| 13     | GT        | 24 | Alex Job Racing        | Jörg Bergmeister Timo Bernhard           | Porsche 911 GT3-RS          | M     | 113   |
| 13     | GT        | 24 | Alex Job Racing        | Jörg Bergmeister Timo Bernhard           | Porsche 3.6L Flat-6         | M     | 113   |
| 14     | GT        | 23 | Alex Job Racing        | Lucas Luhr Sascha Maassen                | Porsche 911 GT3-RS          | M     | 113   |
| 14     | GT        | 23 | Alex Job Racing        | Lucas Luhr Sascha Maassen                | Porsche 3.6L Flat-6         | M     | 113   |
| 15     | LMP675    | 20 | Dyson Racing           | Chris Dyson Andy Wallace                 | MG-Lola EX257               | G     | 112   |
| 15     | LMP675    | 20 | Dyson Racing           | Chris Dyson Andy Wallace                 | MG (AER) XP20 2.0L Turbo I4 | G     | 112   |
| 16     | GT        | 66 | The Racer's Group      | Kevin Buckler Cort Wagner                | Porsche 911 GT3-RS          | M     | 110   |
| 16     | GT        | 66 | The Racer's Group      | Kevin Buckler Cort Wagner                | Porsche 3.6L Flat-6         | M     | 110   |
| 17     | GT        | 79 | J3 Racing              | David Murry Justin Jackson               | Porsche 911 GT3-RS          | M     | 110   |
| 17     | GT        | 79 | J3 Racing              | David Murry Justin Jackson               | Porsche 3.6L Flat-6         | M     | 110   |
| 18     | GT        | 63 | ACEMCO Motorsports     | Andrew Davis Shane Lewis                 | Ferrari 360 Modena GTC      | Y     | 110   |
| 18     | GT        | 63 | ACEMCO Motorsports     | Andrew Davis Shane Lewis                 | Ferrari 3.6L V8             | Y     | 110   |
| 19     | GT        | 60 | P.K. Sport             | Robin Liddell Jean-Philippe Belloc       | Porsche 911 GT3-RS          | P     | 109   |
| 19     | GT        | 60 | P.K. Sport             | Robin Liddell Jean-Philippe Belloc       | Porsche 3.6L Flat-6         | P     | 109   |
| 20     | LMP675    | 64 | Downing-Atlanta Inc.   | Jim Downing Howard Katz                  | WR LMP02                    | D     | 108   |
| 20     | LMP675    | 64 | Downing-Atlanta Inc.   | Jim Downing Howard Katz                  | Mazda R26B 2.6L 4-Rotor     | D     | 108   |
| 21     | GT        | 61 | P.K. Sport             | Piers Masarati Vic Rice                  | Porsche 911 GT3-R           | P     | 107   |
| 21     | GT        | 61 | P.K. Sport             | Piers Masarati Vic Rice                  | Porsche 3.6L Flat-6         | P     | 107   |
| 22     | GT        | 28 | JMB Racing USA         | Stéphane Grégoire Eliseo Salazar         | Ferrari 360 Modena GTC      | P     | 107   |
| 22     | GT        | 28 | JMB Racing USA         | Stéphane Grégoire Eliseo Salazar         | Ferrari 3.6L V8             | P     | 107   |
| 23     | LMP675    | 18 | Essex Racing           | Melanie Paterson Jason Workman           | Lola B2K/40                 | P     | 106   |
| 23     | LMP675    | 18 | Essex Racing           | Melanie Paterson Jason Workman           | Nissan (AER) VQL 3.0L V6    | P     | 106   |
| 24     | GT        | 42 | Orbit Racing           | Joe Policastro Joe Policastro, Jr.       | Porsche 911 GT3-RS          | M     | 106   |
| 24     | GT        | 42 | Orbit Racing           | Joe Policastro Joe Policastro, Jr.       | Porsche 3.6L Flat-6         | M     | 106   |
| 25     | GT        | 43 | Orbit Racing           | Leo Hindery Peter Baron                  | Porsche 911 GT3-RS          | M     | 105   |
| 25     | GT        | 43 | Orbit Racing           | Leo Hindery Peter Baron                  | Porsche 3.6L Flat-6         | M     | 105   |
| 26     | GT        | 67 | The Racer's Group      | Michael Schrom Pierre Ehret Marc Bunting | Porsche 911 GT3-RS          | M     | 104   |
| 26     | GT        | 67 | The Racer's Group      | Michael Schrom Pierre Ehret Marc Bunting | Porsche 3.6L Flat-6         | M     | 104   |
| 27     | GT        | 52 | Seikel Motorsport      | Philip Collin Tony Burgess               | Porsche 911 GT3-R           | Y     | 101   |
| 27     | GT        | 52 | Seikel Motorsport      | Philip Collin Tony Burgess               | Porsche 3.6L Flat-6         | Y     | 101   |
| 28     | GTS       | 0  | Team Olive Garden      | Emanuele Naspetti Mimmo Schiattarella    | Ferrari 550 Maranello       | P     | 92    |
| 28     | GTS       | 0  | Team Olive Garden      | Emanuele Naspetti Mimmo Schiattarella    | Ferrari 6.0L V12            | P     | 92    |
| 29 DNF | LMP900    | 11 | JML Team Panoz         | Gunnar Jeannette David Saelens           | Panoz LMP01 Evo             | M     | 83    |
| 29 DNF | LMP900    | 11 | JML Team Panoz         | Gunnar Jeannette David Saelens           | Élan 6L8 6.0L V8            | M     | 83    |
| 30 DNF | GT        | 33 | ZIP Racing             | Andy Lally Spencer Pumpelly              | Porsche 911 GT3-RS          | D     | 81    |
| 30 DNF | GT        | 33 | ZIP Racing             | Andy Lally Spencer Pumpelly              | Porsche 3.6L Flat-6         | D     | 81    |
| 31 DNF | GT        | 03 | Hyper Sport            | Joe Foster Brad Nyberg Rick Skelton      | Panoz Esperante GT-LM       | P     | 78    |
| 31 DNF | GT        | 03 | Hyper Sport            | Joe Foster Brad Nyberg Rick Skelton      | Élan 5.0L V8                | P     | 78    |
| 32 DNF | LMP675    | 77 | AB Motorsport          | Joe Blacker John Burke                   | Pilbeam MP84                | A     | 54    |
| 32 DNF | LMP675    | 77 | AB Motorsport          | Joe Blacker John Burke                   | Nissan (AER) VQL 3.0L V6    | A     | 54    |
| 33 DNF | GT        | 35 | Risi Competizione      | Anthony Lazzaro Ralf Kelleners           | Ferrari 360 Modena GT       | M     | 31    |
| 33 DNF | GT        | 35 | Risi Competizione      | Anthony Lazzaro Ralf Kelleners           | Ferrari 3.6L V8             | M     | 31    |
| 34 DNF | LMP675    | 56 | Team Bucknum Racing    | Jeff Bucknum Bryan Willman Chris McMurry | Pilbeam MP91                | D     | 30    |
| 34 DNF | LMP675    | 56 | Team Bucknum Racing    | Jeff Bucknum Bryan Willman Chris McMurry | Willman (JPX) 3.4L V6       | D     | 30    |
| 35 DNF | GT        | 68 | The Racer's Group      | Marc Bunting Chris Gleason               | Porsche 911 GT3-RS          | M     | 26    |
| 35 DNF | GT        | 68 | The Racer's Group      | Marc Bunting Chris Gleason               | Porsche 3.6L Flat-6         | M     | 26    |
| DNS    | GTS       | 71 | Carsport America       | Tom Weickardt Jean-Philippe Belloc       | Dodge Viper GTS-R           | P     | -     |
| DNS    | GTS       | 71 | Carsport America       | Tom Weickardt Jean-Philippe Belloc       | Dodge 8.0L V10              | P     | -     |